# Distoleon divisus
Distoleon divisus is een insect uit de familie van de mierenleeuwen (Myrmeleontidae), die tot de orde netvleugeligen (Neuroptera) behoort. 
Distoleon divisus is voor het eerst wetenschappelijk beschreven door Navás in 1913.